# Quebrada Algarrobal (Totoral-Carrizal)
La quebrada Algarrobal es un curso de agua intermitente de la Provincia de Huasco de la Región de Atacama, ubicado al norte del río Huasco, al norte de la Quebrada Carrizal.
Algunos mapas interponen entre esta y la quebrada Totoral una "quebrada Boquerón" que en otros mapas no aparece.

## Trayecto
La quebrada de Algarrobal tiene un interesante trayecto a través de los valles transversales del llamado norte chico de Chile. La quebrada se desarrolla entre los ríos Copiapó y Huasco teniendo sus cabezales al poniente de la divisoria de aguas con el río Manflas que pertenece a la cuenca del río Copiapó. Una vez que sale de la precordillera, cruza un plano que puede ser visto como una reminisencia de la depresión intermedia que por definición casi no existe en los valles transversales.: 224  Una vez que termina su recorrido en la excepcional planicie central, se encuentra frente a la cordillera de la Costa y alli se bifurca en dos quebradas, la austral quebrada Carrizal y la septentrional quebrada Totoral. El Plan estratégico de gestíon hídrica de la quebrada Carrizal señala que "Al entrar en la zona del llano central, parte del cauce de la quebrada Algarrobal se desvía con dirección poniente, naciendo una quebrada (quebrada de los Potrerillos) que después formará parte de la quebrada Carrizal.": 16 
Niemeyer divide su superficie de drenaje en tres sectores, el precordillerano, la depresión intermedia y el que cruza la cordillera de la Costa. 
Niemeyer da su área de drenaje con 7300 km², aunque no está claro si incluye a las quebradas Carrizal y Totoral.

## Caudal y régimen
Niemeyer informa que con las aguas subterráneas de la quebrada no fluyen más de 3 l/s.

## Historia
Luis Risopatrón lo describe en su Diccionario Jeográfico de Chile: 19 
Algarrobal (Quebrada) 28° 30’ 70° 18’. Seca, corre hácia el NW en direccion a la de El Boqueron, de la de El Totoral. 130; i 156.